# مانوئل جووه
مانوئل جووه (انگلیسی: Manuel Jove؛ زادهٔ ۲۱ ژوئن ۱۹۴۱ – درگذشته ۷ مه ۲۰۲۰) کارآفرین و سرمایه‌دار اهل اسپانیا بود، که در زمینه توسعه املاک و مستغلات فعالیت می‌کند.